# Petershagen
Petershagen – miasto w Niemczech, położone w kraju związkowym Nadrenia Północna-Westfalia, w rejencji Detmold, w powiecie Minden-Lübbecke. W 2010 roku liczyło 25 750 mieszkańców.

## Współpraca
Miejscowość partnerska:
- Petershagen/Eggersdorf, Brandenburgia